# Antha pretiosa
Antha pretiosa är en fjärilsart som beskrevs av Otto Staudinger 1892. Antha pretiosa ingår i släktet Antha och familjen nattflyn. Inga underarter finns listade i Catalogue of Life.